# Olho-d'Água do Borges
Olho-d'Água do Borges är en kommun i Brasilien.   Den ligger i delstaten Rio Grande do Norte, i den östra delen av landet, 1 600 km nordost om huvudstaden Brasília. Antalet invånare är 4 301. Arean är 141 kvadratkilometer.
Terrängen i Olho-d'Água do Borges är huvudsakligen platt.
Omgivningarna runt Olho-d'Água do Borges är huvudsakligen savann. Runt Olho-d'Água do Borges är det ganska glesbefolkat, med 34 invånare per kvadratkilometer.